# Danuta Künstler-Langner
Danuta Künstler-Langner (ur. 21 kwietnia 1959 w Bydgoszczy), profesor dr hab., historyk literatury i kultury epok dawnych, poetka, eseistka. Pracuje na Uniwersytecie Mikołaja Kopernika w Toruniu, Wydział Humanistyczny.

## Życiorys naukowy
Absolwentka Uniwersytetu Mikołaja Kopernika w Toruniu. W 1981 roku uzyskała tytuł magistra, a w 1990 roku tytuł doktora nauk humanistycznych (rozprawa Idea vanitas, jej tradycje i toposy w poezji polskiego baroku napisana pod kierunkiem prof. Anny Krzewińskiej). Habilitowana w 2001 roku na podstawie dorobku i książki Człowiek i cierpienie w poezji polskiego baroku. Tytuł profesora nauk humanistycznych uzyskała w 2010 roku. Specjalizuje się w literaturze XVII i XVIII wieku. Prowadzi wykłady z zakresu historii literatury, historii teatru i scenografii oraz tradycji antycznych i biblijnych w literaturze polskiej i powszechnej.
Zainteresowania naukowe: poezja baroku i oświecenia, emblematyka, literatura europejska w perspektywie kultury, sztuka XVII wieku. Autorka książek i artykułów. Publikacje w czasopismach, m.in.: „Pamiętnik Literacki”, „Barok”, „Emblematica”, „The Sarmatian Review”, „Ruch Literacki”, „Prace Polonistyczne”, „Acta Slavica”, „Studia Medioznawcze” oraz w pracach zbiorowych, m.in. z serii: Musica Antiqua Europae Orientalis, Rzeczpospolita Domów, Iberian and Slavonic Cultures. Staże, wykłady i wystąpienia naukowe, m.in.: Uniwersytet w Padwie, Uniwersytet „La Sapienza” w Rzymie, Uniwersytet Kalifornijski Los Angeles, Uniwersytet Południowej Kalifornii, Uniwersytet w Greifswaldzie, Uniwersytet w Lizbonie, Uniwersytet Prowansji Aix – Marsylia. W latach 1996–1997 profesor wizytujący na University of California Los Angeles (UCLA).
Laureatka nagród, m.in. Ministra Edukacji Narodowej (2001). Odznaczona Medalem Prezydenta Bydgoszczy (1993), Medalem Złotym za Długoletnią Służbę (2012), Medalem Edukacji Narodowej (2018).

## Publikacje

### Książki[1]
- Idea vanitas, jej tradycje i toposy w poezji polskiego baroku, Toruń 1993. Wyd. II, Toruń 1996.
- Człowiek i cierpienie w poezji polskiego baroku, Toruń 2000. Wyd. II, Toruń 2002.
- Anioł w poezji baroku. Dzieje postaci w kulturze dawnej Europy, Toruń 2007; Toruń 2011.

### Artykuły (wybór)[1]
- Światłość i mrok w polskiej i angielskiej poezji metafizycznej XVII w.,, [w:] Barok polski wobec Europy. Kierunki dialogu, red. A. Nowicka-Jeżowa, Warszawa 2003.
- Mystische Symbolik im „Cherubinischen Wandersmann” von Johann Scheffler, „Barock – Geschichte – Literatur – Kunst”, Deutsch-polnische Kulturkontakte im 16-18 Jahrhundert, Warszawa 2006.
- Bestiariusz znaleziony w Milanówku. O barokowej wyobraźni Jarosława Marka Rymkiewicza,, [w:] Polska proza i poezja po 1989 roku wobec tradycji, red. A. Główczewski, M. Wróblewski, Toruń 2007.
- The Spanish Inspiration of Polish Seventeenth Century Literature,, [w:] Iberian and Slavonic Cultures. Contact and Comparison, red. B. E. Cieszyńska, Lisbon 2007.
- Anna Vasa (1568 – 1625), svensk kungadotter i Golub-Dobrzyńslottet och härskarinna i Brodnica slott, „Barock” – Historia – Litteratur – Konst, Warszawa 2007.
- Influences of Spanish Mysticism in Polish Baroque Poetry and Culture,, [w:] La cultura dell barocco espaňol e iberoamericano y su contexto europeo, red. K. Sabik, K. Kumor, Warszawa 2010.
- Der Mensch angesichts von Sacrum und Bibel in der Lyric Roman Brandstaetters, Zbigniew Herberts und Jarosław Marek Rymkiewiczs,, [w:] Glaubensfragen Religion und Kirche in der polnischen Literatur, hrsg. Von U. Jekutsch, Wiesbaden 2011.
- L’enfant dans les cycles funéraires polonais des XVIe et XVIIe siécles,, [w:] La mort de l’enfant, dir. De Ch. Zaremba, Aix en Provence 2011.
- Rezydencja Potockich w Tulczynie. Pochwała Kresów Wschodnich i Ukrainy w „Sofijówce” Stanisława Trembeckiego,, [w:] Musica Antiqua Europae Orientalis XVI, „Acta Slavica”, Bydgoszcz 2012.
- Barokowe kościoły poetyckie. Wokół zbioru George’a Herberta „The Temple”,, [w:] Rzeczpospolita domów III. Domy Boże, red. K. Krawiec-Złotkowska, Słupsk 2012.
- Le symbolisme de la lumiére et des ténèbres dans la poésie baroque de la Pologne et de l’Europe Occidentale,, [w:] Pensées orientale et occidentale: influences et complémentaire, red. K. Dybeł, A. Klimkiewicz, M. Świda, Kraków 2012.
- Civitas solis – Miasto Słońca. Marzenie Tomasza Campanelli o miejscu szczęśliwym,, [w:] Rzeczpospolita domów. Domy miejskie, red. K. Krawiec-Złotkowska, Słupsk 2015.
- Kobiety wobec doświadczeń mistycznych (od średniowiecza do XVII wieku),, [w:] Od mistyczki do komediantki. Kobiety Europy epok dawnych – źródła i perspektywy, red. J. Godlewicz-Adamiec, P. Kociumbas, M. Sokołowicz, Warszawa 2016.
- Symbolika dzwonów w kulturze i literaturze dawnej Europy,, [w:]  Dzwon w chrześcijańskiej Europie. Die Glocke im christlichen Europa, Bydgoszcz 2017.
- Kobieta w dawnej literaturze polskiej. Inspiracje, wzorce, twórczość, „Studia Interkulturowe Europy Środkowo-Wschodniej” 2020 (13).

## Twórczość

### Poezja
- Nikt nie kłamie (1980)
- Wróżba pięciopalczasta (1981)
- Cztery strony światła (1986)
- Kaktusowe ogrody. Wiersze z Afryki (1990)
- Mała wyspa. A Little Island (1996)